# Ísili
Ísili (en sard, Ìsili) és un municipi italià, situat a la regió de Sardenya i a la província de Sardenya del Sud. L'any 2007 tenia 3.080 habitants. Es troba a la regió del Sarcidano. Limita amb els municipis de Gergei, Gesturi (VS), Laconi (OR), Nuragus, Nurallao, Nurri, Serri i Villanova Tulo.

## Administració
| Període | Identitat      | Partit   |
| ------- | -------------- | -------- |
| 2006-   | Salvatore Pala | L'Unione |